# Joseph de Pommery
 (février 2023).
- Si vous ne connaissez pas le sujet, laissez ce bandeau (vous pouvez alors contacter les auteurs).
- Si vous supprimez le contenu mis en cause (vous pouvez préalablement contacter les auteurs),

argumentez précisément cette suppression dans la page de discussion
(un manque de référence n'est pas un argument ; une recherche réelle de référence doit avoir été effectuée, être formellement documentée).
Pour les articles homonymes, voir Pommery (homonymie).
Joseph Berthe de Pommery (29 août 1904, Fontainebleau - 18 juin 1981, Ville-au-Val) est un homme politique français, qui fut sénateur de Meurthe-et-Moselle de 1961 à 1965.

## Aperçu biographique
Fils d'Hubert-Gaston Berthe de Pommery, officier décédé en 1918, et de Jeanne de Gau de Frégéville, propriétaire terrien à Ville-au-Val,  Joseph de Pommery est élu maire de cette petite commune en 1935. Il est secrétaire général des Jeunesses patriotes de Lorraine de 1927 à leur dissolution, puis membre du PRNS en 1936 et membre du comité directeur du Rassemblement national lorrain (RNL). Il est aussi vice-président du comité nancéien des sous-officiers de réserve de 1933 à 1936.
Il épouse, en 1933, la fille d'Hubert de Bazelaire de Lesseux, ancien député et conseiller général Union républicaine et démocratique (URD), et industriel du textile dans les Vosges.
Sous l'Occupation, il se tient à l'écart du Régime de Vichy. Il est cependant nommé en 1944 membre du comité de l'Union corporative et agricole de Meurthe-et-Moselle. Il se présentera par la suite comme lieutenant FFI et titulaire de la Croix de guerre 1939-1945.
Raymond Pinchard, maire de Nancy, lui propose en 1959 d'être son suppléant lors des élections sénatoriales d'avril 1959. Il devient sénateur de Meurthe-et-Moselle le 23 août 1961, à la mort de Pinchard, et siège au groupe du Centre républicain d'action rurale et sociale. Il se porte candidat du Centre national des indépendants et paysans aux élections législatives de 1962 dans la circonscription de Nancy-Nord, mais il n'obtient que 12,1 % des voix. Il décide de ne pas se représenter après le premier tour des élections sénatoriales de 1965 et reste maire de sa petite  commune rurale.
Il est aussi président de la Chambre d'agriculture de Meurthe-et-Moselle.
Il est membre associé en 1968 puis membre titulaire de l'Académie de Stanislas en 1975.